# Newmaniverruca entobapta
Newmaniverruca entobapta är en kräftdjursart som först beskrevs av Henry Augustus Pilsbry 1916.  Newmaniverruca entobapta ingår i släktet Newmaniverruca och familjen Verrucidae. Inga underarter finns listade i Catalogue of Life.